# Крокодил гострорилий
Крокодил гострорилий (Crocodylus acutus) — плазун з роду Крокодил родини справжніх крокодилів, найпоширеніший вид крокодилів Америки. Інші назви: американський крокодил, гострорилий крокодил, гостроносий крокодил, центрально-американський алігатор, крокодил Ріо-де-Жанейро

## Поширення
Гострорилий крокодил — живе на заболочених низовинах в межах прибережної зони Тихого океану: від західної Мексики на південь до Еквадору і уздовж атлантичного узбережжя від Гватемали на півночі до південного краю Флориди. Таким чином, вид відзначений на півдні Сполучених Штатів (південь Флориди) і в країнах Центральної і Південної Америки: Колумбія, Коста-Рика, Куба, Домініканська Республіка, Еквадор, Сальвадор, Гватемала, Гаїті, Гондурас, Ямайка, Мартиніка, Мексика, Нікарагуа, Панама, Перу, Тринідад і Тобаго, Венесуела.

## Біологічний опис
Гострорилий крокодил — велика і досить полохлива рептилія. Видова назва вказує на форму морди цього плазуна. Кістяні щитки на спині зустрічаються нерегулярно, їх число невелике. Біля очей є виразні горби, яких немає у новонароджених крокодильчиків. Загальна кількість зубів 66-68. На відміну від алігаторів, у американського крокодила четвертий зуб нижньої щелепи завжди визирає з обох сторін з пащі, у той час як четвертий зуб у алігатора приховано у внутрішнє гніздо у верхній щелепі, тому ці зуби непомітні, коли паща закрита.

### Забарвлення
Дорослі крокодили сірувато-оливкові й бурі. Забарвлення дитинчат зеленуватий, по тілу і хвоста йдуть чорні смуги і плями. Підлітки пофарбовані у світло-бурий або світло-оливковий колір. Райдужна оболонка очей срібляста.

### Розмір
Гострорилий крокодил — досить великий вид — самці досягають до 5 метрів в довжину. Максимальна довжина 6 м, є непідтверджені повідомлення про особин, що мають 7 метрів в довжину.

### Вага
Дорослі крокодили досягають 400–500 кг, а великі старі особини перевершують 1000 кг.

### Тривалість життя
Крокодили можуть жити дуже тривалий час, досягаючи 50-60 (а за деякими даними — навіть 100) років, поки їх навколишнє середовище залишається стійким. Середня тривалість життя — близько 45 років.

### Голос
Молоді крокодили починають попискувати в яйцях за три дні до вилуплення. Самці крокодилів в період залицяння і при територіальній поведінці зрідка видають рев, але зазвичай спілкуються звуками, які видаються хвостом і головою, при ударах об воду. Вони також можуть створити інфразвукові хвилі, які створюють брижі на поверхні води.

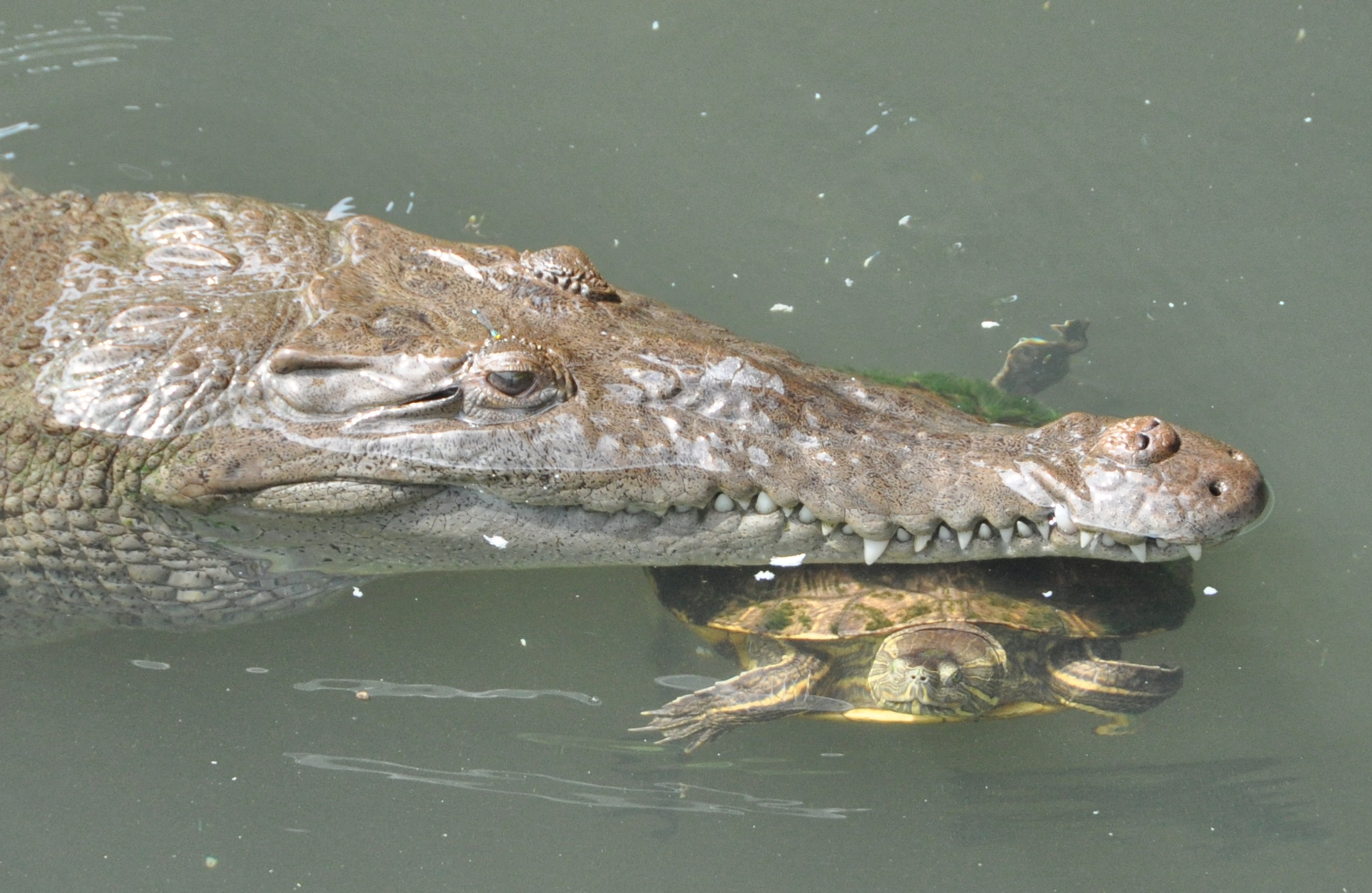

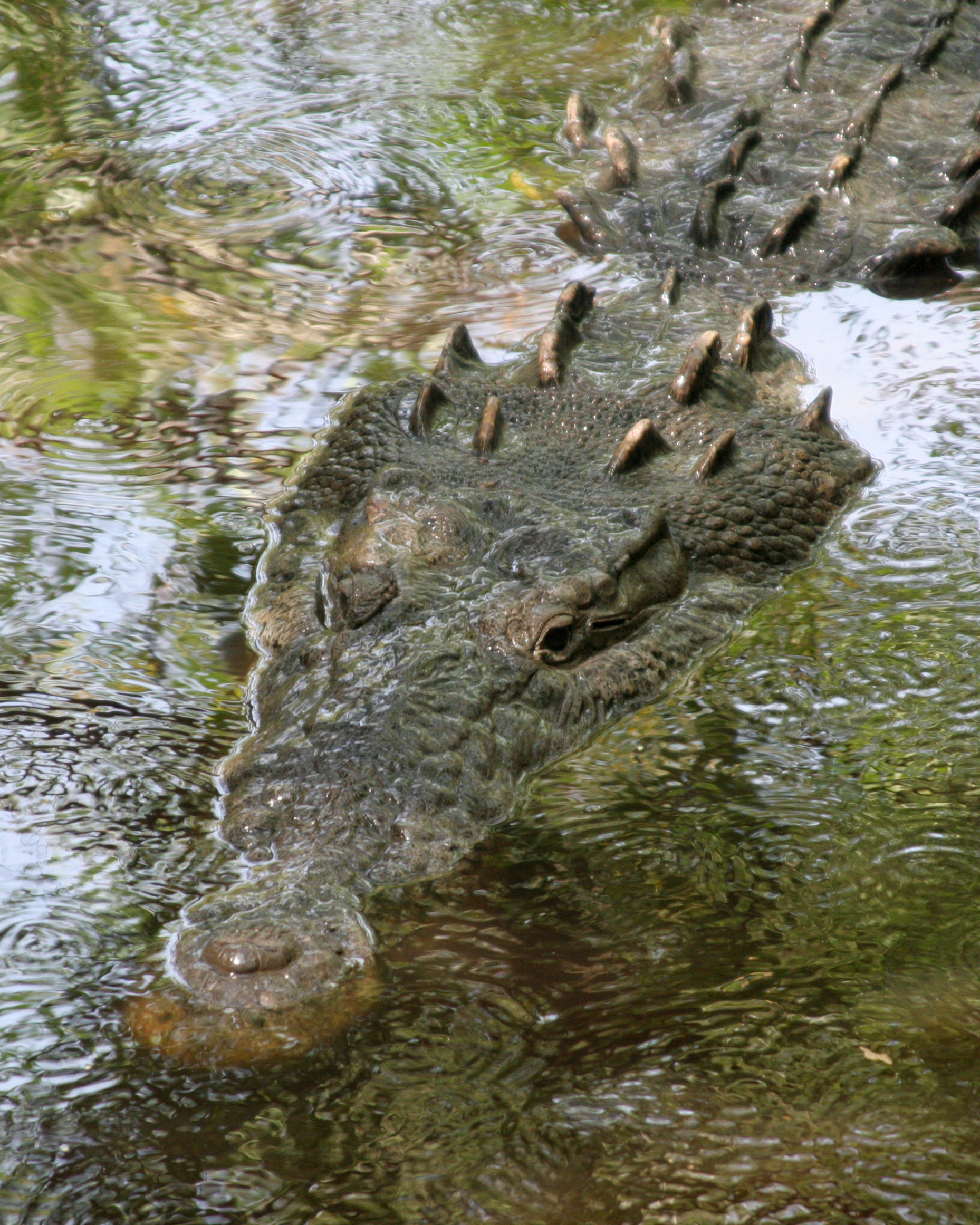

## Екологія
Гострорилий крокодил мешкає у прісноводних річках та озерах, солонуватих прибережних водах (припливно-відпливні гирла річок, прибережні лагуни, мангрові болота). Велика популяція живе в озері Енрікійо (Домініканська республіка) з підвищеною солоністю. Мешкаючі в ньому крокодили п'ють воду з прісноводних джерел, які впадають в озеро. У незвичайних умовах знаходиться популяція Флориди, яка мешкає в прибережних водах, зустрічаючись в промислових каналах, де остуджується вода з електростанцій.

### Вороги
Яйця і молоді новонароджені крокодильчика піддаються нападу хижих птахів, диких кішок, єнотів і навіть великих хижих риб.

### Їжа
Основу харчування складає будь-яка доступна здобич, яка може бути спіймана і переможена, перш за все, риба, ракоподібні та інші водні тварини (змії, черепахи, краби). Крупні особини нападають на дрібних ссавців, а також водоплавних птахів. Підлітки віддають перевагу дрібній рибі і безхребетним. Вкрай рідко нападає на людей.

## Поведінка
Американські гостроморді крокодили, подібно іншим водним тваринам, мають анатомічні адаптації для їх водного існування. Ніздрі, очі і вуха розташовані вгорі морди, що дозволяє рептиліям залишаючись частково зануреними у воду, вільно дихати, чути і оглядати околиці. Подібно видрам, у крокодилів є клапани, які закривають ніздрі і вушні отвори, коли вони занурюються під воду. Також є розташований в тильній стороні горла особливий клапан, який дозволяє їм хапати здобич у воді.
Цікаво, що гостроносі крокодили заковтують камені, які допомагають їм у перетравлюванні (подрібненні) здобичі, а також у регулюванні плавучості. Середня тривалість занурення під воду — кілька хвилин, але якщо крокодилам хтось загрожує, вони можуть залишатися під водою аж до 30 хвилин, а, перебуваючи без руху, можуть затамувати подих аж до 2 годин.
Дорослі американські крокодили по берегах річок риють нори завдовжки 3-9 м, вхід в нору розташовується на лінії води або трохи нижче її рівня. У міру зростання рептилії подовжується і нора. У цій норі крокодили перечікують несприятливі умови і проводять зимові місяці. При температурі води нижче 18 °C вони впадають в заціпеніння.
Годуються вночі. У цього виду існує цікавий спосіб залучення до себе риби. Він залишає на дні невеликий шматок їжі, який приваблює рибу, що набагато полегшує можливість її піймання.
Протягом сухого сезону крокодили стають досить млявими, відмовляються від їжі й закопуються в багно.
У пошуку нових місць проживання можуть долати значні відстані по суші. Американські гостроносі крокодили зазвичай повзають на животі, але вони можуть також «ходити високої ходою». Дрібніші особини можуть пересуватися галопом, і навіть великі крокодили здатні до дивовижного вибуху швидкості.
Хоча цей вид і не вважається морським, але його можна зустріти у відкритому океані далеко від берега. Дорослі особини можуть жити у водоймах підвищеної солоності, молоді — ні.

## Соціальна структура
Це територіальні тварини: самці активно захищають свою індивідуальну територію.

## Розмноження

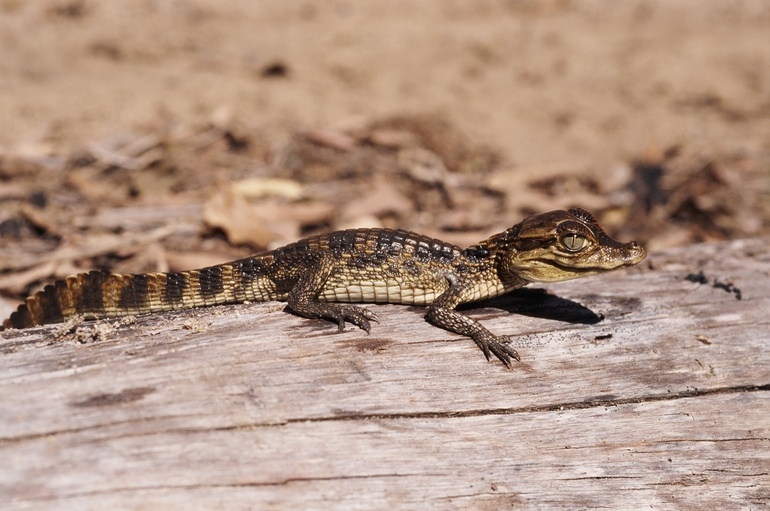
Дитинча гостромордого крокодила

Шлюбний період у американського крокодила довгий і може тривати до 2 місяців. У цей час самці і самки злучаються з декількома партнерами. Самки привертають увагу самців, їм належить ініціатива в період залицяння. Самці в цей час спокійно реагують на факт порушення кордонів своєї ділянки, тоді як в звичайний час вони проявляють агресивність. Готовність до спаровування самка висловлює особливою позою: вона витягає голову, підставляючи самцеві горло. Спочатку її партнер висловлює повну байдужість до загравання, однак, самка продовжує свої дії, і її шия при цьому мало не торкається голови самця. Незабаром партнер відповідає на залицяння. Пара рухається пліч-о-пліч. Потім самець нахиляє голову самки, підминає її під себе і лізе їй на спину, після чого клоаки самця і самки стикаються, і відбувається запліднення.
У сезон посухи самка будує гнізда на піщаному пляжі, насипаючи пісок або землю задніми лапами в невеликі купки. У кладці зазвичай 30-60 яєць (в середньому — 38). В одне гніздо можуть відкласти яйця декілька самок. Нерідко кладки гинуть від затоплення водою під час проливних дощів.
Крокодили з різних популяцій піклуються про потомство з різним ступенем старанності. Деякі особини виявляють мінімум турботи про кладки і новонароджених, інші ж дуже ревно виконують свої обов'язки і відганяють від гнізда чи від дитинчат дрібних хижаків. Зазвичай самка дуже боязлива, і її легко відлякати від гнізда.

### Сезон / період розмноження
Збігається з початком сезону дощів. Вилуплення молодих крокодильчиків відбувається в кінці липня — початку серпня.

### Статеве дозрівання
Самки досягають статевої зрілості у віці близько 8-10 років (при довжині в 1,8 — 2,4 м).

### Інкубація
Триває близько 90 днів. При температурі нижче 25 °C кладка гине.

### Потомство
Температура гнізда визначає стать молоді. Якщо в гнізді температура нижче 30 °C більшість новонароджених — самки, при температурі вище 34 °C — самці. Гніздова температура між 30-34 °C сприяє появі особин обох статей.
При народженні довжина молодих крокодилів становить близько 25 см. Через кілька днів після вилуплення молоді крокодили залишають гніздо. Малюки будуть харчуватися мішечком жовтка з яєць протягом перших 2-14 днів життя. Перші тижні життя дитинчата-крокодили досить мовчазні (вони не так часто кричать, закликаючи на допомогу, як дитинчата інших видів крокодилів). Через повені і хижаків серед новонароджених крокодильчиків постійно реєструється висока смертність. Недостатня батьківська опіка, рання самостійність і мовчазність крокодилів, швидше за все, стала наслідком несприятливих умов життя, за яких вони зазнавали активного винищення.

## Користь / шкода для людини
Шкіра дуже високо цінується на «чорному ринку».

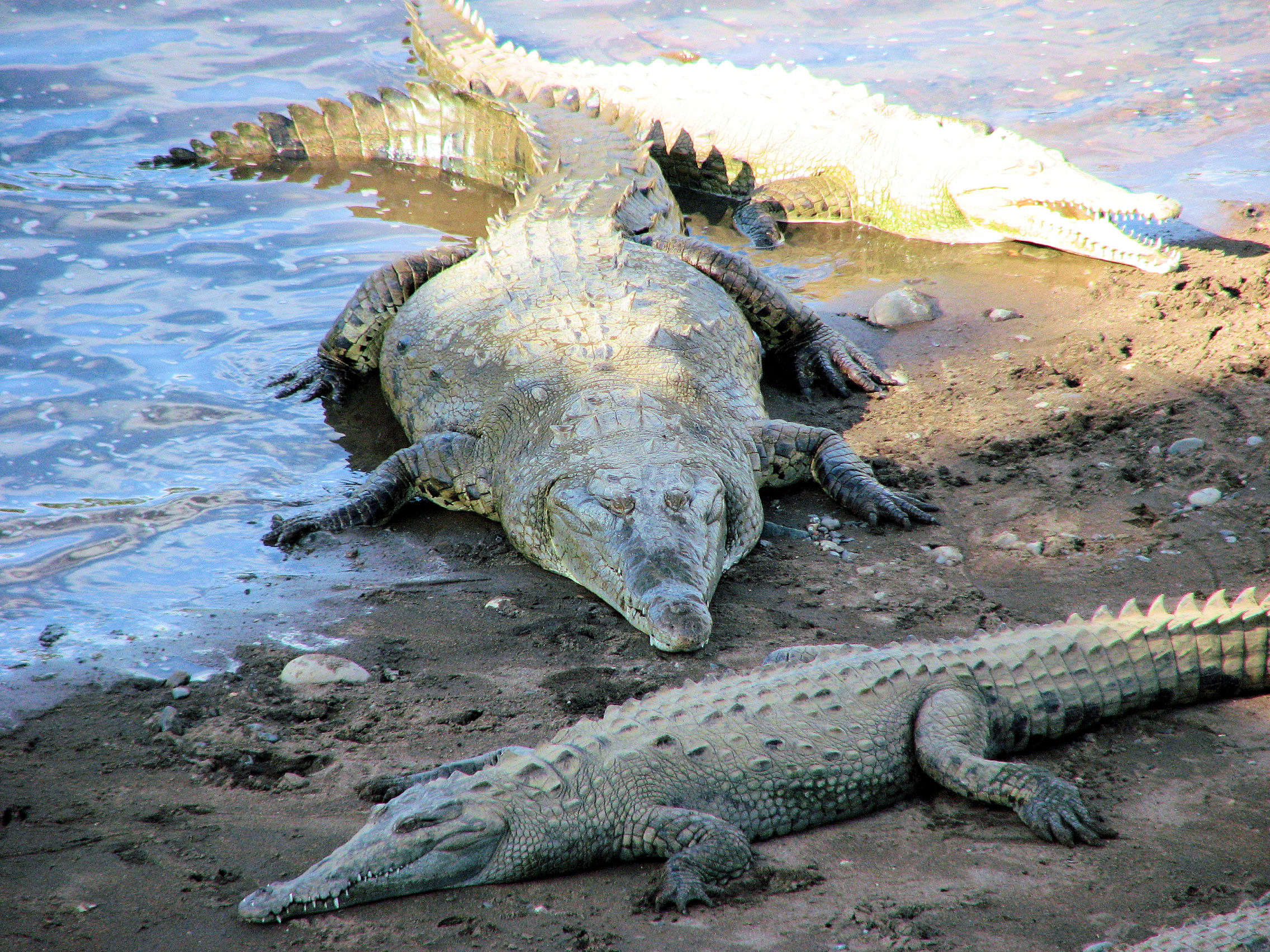

## Популяція / статус збереження
Популяція нараховує 10 000-20 000 особин. Американський крокодил — охоронюваний вид, він внесений у Додаток I Конвенції CITES і Міжнародної Червоної книги по категорії VU A1ac (вразливий).
Популяції з США знаходяться в кращому стані, центрально і південноамериканські популяції скорочуються. У деяких популяціях гострорилий крокодил має стабільну чисельність (Беліз і Куба). У більшості країн цей вид знаходиться під охороною. У восьми країнах заявлені програми з відновлення чисельності, але скрізь вони працюють з різною ефективністю. У Венесуелі, наприклад, крокодилів налічується одиниці. Успішно здійснюється охорона американських крокодилів популяції озера Лаго Енрікійо (Домініканська республіка), яка налічує 200 особин (разом з інтродукованими особинами, вирощеними у неволі). У грудні 1979 вид був оголошений у США охоронним видом. У США з 1984 діє урядова програма охорони американського крокодила. У 1993 у Флориді налічувалося 34 гнізда, з тих пір їх кількість постійно зростає.
Скорочення північноамериканської популяції відбувається в результаті скорочення звичних місць існування виду (осушення мангрових боліт). Не менш важливий і фактор занепокоєння в результаті проникнення людини в раніше труднодоступні області.